# Resa sig opp
Resa sig opp är den skånska reggae- och hiphopgruppen Svenska Akademiens tredje musikalbum. Skivan släpptes  25 maj 2005 av det oberoende skivbolaget SwingKids.

## Låtlista
1. "Vår tid nu" – 2:32
2. "Du vill så du kan" – 4:06
3. "En bättre värld" (med Oskar Franzén) – 4:56
4. "Jag brinner" – 2:33
5. "Tänkande människa" (med Storsien) – 4:18
6. "Ledarna tvekar å faller" – 3:17
7. "Långsamt" – 3:44
8. "Det var han/fienden log" – 3:36
9. "Svarje" – 1:51
10. "En varning" (med Promoe) – 4:38
11. "Gemensamma skäl" – 3:47
12. "Hat vill väckas i dig" – 3:32
13. "Resa sig opp" – 3:55

## Medverkande
Musiker
- Lars Thörnblom – basgitarr, keyboard, programmering
- Kenneth Björklund – trummor, percussion, programmering
- Simon "Don Cho" Vikokel – gitarr, keyboard, programmering, sång
- Agnes Olsson – sång, keyboard
- Johan "Räven" Pettersson – keyboard, sång
- Carl-Martin "Sture" Vikingsson – rap, sång
- Leia "Titti Tång" Gärtner – rap, sång
- Kaj Sundquist – saxofon, flöjt
- Ivan "General Knas" Olausson-Klatil – toasting, sång
- Klas Jervfors – trumpet, trombon

Produktion
- Simon Vikokel – musikproducent, ljudtekniker, mastering
- Kenneth Björklund – musikproducent
- Jon Allan – ljudtekniker, mastering
- Svenska Akademien – ljudtekniker
- Floyd – omslagsdesign
- De Professionella Konstgangstrarna – omslagsdesign